# Un Azteca en el Azteca
Un Azteca en el Azteca es el nombre del tercer y último álbum en vivo grabado por el cantante mexicano Vicente Fernández. Fue lanzado al mercado por Sony Music el 2 de septiembre de 2016.
Este concierto fue grabado entre el 16 de abril de 2016 en el Estadio Azteca de Ciudad de México durante la última presentación de Vicente Fernández en su retiro de la música debido a los problemas de salud. Incluye dos canciones nunca grabados antes por el artista: "Paloma Querida" y "No Volveré" con la participación de su hijo, el también cantante Alejandro Fernández, incluye la canción de "Matálas" interpretado por su hijo Alejandro del álbum Niña Amada Mía le cantaba a su padre Vicente Fernández en su retiro. Junto con el CD, se dio a conocer un vídeo de la música (en formato DVD) con el concierto completo, también en Blim en su servicio de suscripción de vídeo bajo demanda, ofrecida en línea vía remota por Televisa. 
En el 59° álbum de su carrera y ganó al Premio Grammy al Mejor Álbum de Regional Mexicana en la 59° entrega anual de los Premios Grammy cómo último reconocimiento en su retiro.
Han colaborado varios artistas para despedir a don Vicente por los videos que subieron a las redes sociales con la canción de «El Rey» como Thalía, Maluma, David Bisbal, Luis Fonsi, Plácido Domingo, Diana Reyes, Juan Solo, Bobby Pulido, Belinda, Samo, Río Roma, Ha*Ash, Belanova, Paty Cantú, Marco Antonio Solís, Edith Márquez, Banda Los Recoditos, Banda El Recodo, su nieta Camila Fernández (hija de Alejandro) y su hijo, el propio Alejandro Fernández.

## Lista de canciones

### Disco 1
| N.º | Título                                              | Escritor(es)                      | Duración |  |
| 1.  | «No Me Sé Rajar (1980)»                             | J. Carmelo Frayle                 | 2:09     |  |
| 2.  | «Que Te Vaya Bonito (1973)»                         | José Alfredo Jiménez              | 3:06     |  |
| 3.  | «Me Voy a Quitar de en medio (1998)»                | Manuel Monterrosas                | 3:02     |  |
| 4.  | «Si Acaso Vuelves (1973)»                           | R. Montiel · Homero Aguilar       | 3:08     |  |
| 5.  | «Cien Años (2015)»                                  | A. Cervantes · Rubén Fuentes      | 2:54     |  |
| 6.  | «Mujeres Divinas (1988)»                            | Martín Urieta                     | 3:18     |  |
| 7.  | «Lástima Que Seas Ajenas (1993)»                    | Jorge Massías                     | 3:38     |  |
| 8.  | «Motivos (1987)»                                    | Italo Pizzolante                  | 3:29     |  |
| 9.  | «Nos Estorbó la Ropa (1997)»                        | Teodoro Bello                     | 2:34     |  |
| 10. | «El Último Beso (2007)»                             | Joan Sebastian                    | 3:05     |  |
| 11. | «La Derrota (2007)»                                 | Joan Sebastian                    | 3:30     |  |
| 12. | «Para Siempre (2007)»                               | Joan Sebastian                    | 2:54     |  |
| 13. | «Un Millón de Primaveras (2007)»                    | Joan Sebastian                    | 2:18     |  |
| 14. | «Estos Celos (2007)»                                | Joan Sebastian                    | 3:09     |  |
| 15. | «Paloma Querida (2016)» (feat. Alejandro Fernández) | José Alfredo Jiménez              | 3:31     |  |
| 16. | «No Volveré (2016)» (feat. Alejandro Fernández)     | Ernesto Cortázar · Manuel Esperón | 3:25     |  |
| 17. | «Mátalas (2003)» (Interpreta Alejandro Fernández)   | Manuel Eduardo Toscano            | 3:06     |  |
| 18. | «Qué de Raro Tiene (1992)»                          | Martín Urieta                     | 3:23     |  |

### Disco 2
| N.º | Título                                         | Escritor(es)                        | Duración |  |
| 1.  | «Acá Entre Nos (1992)»                         | Martín Urieta                       | 3:56     |  |
| 2.  | «Bohemio de Afición (1998)»                    | Martín Urieta                       | 3:30     |  |
| 3.  | «Urge (1990)»                                  | Martín Urieta                       | 3:04     |  |
| 4.  | «A Pesar de Todo (1978)»                       | Nelson Ned                          | 4:15     |  |
| 5.  | «La Ley del Monte (1975)»                      | José Ángel Espinoza                 | 3:28     |  |
| 6.  | «Ando Que Me Lleva (2016)»                     | Antonio Ávila                       | 3:57     |  |
| 7.  | «Hermoso Cariño (1971)»                        | Fernando Z. Maldonado               | 2:36     |  |
| 8.  | «Marioneta (1984) Un Hombre Con Suerte (2013)» | Federico Méndez · José Eduardo Piña | 5:16     |  |
| 9.  | «La Diferencia (1982)»                         | Juan Gabriel                        | 3:11     |  |
| 10. | «Muriendo de Amor (2015)»                      | Carlos Martínez                     | 3:24     |  |
| 11. | «Por Tu Maldito Amor (1989)»                   | Federico Méndez                     | 3:59     |  |
| 12. | «De Qué Manera Te Olvido (1980)»               | Federico Méndez                     | 2:49     |  |
| 13. | «Si Te Vas No Hay Lío (1988)»                  | Manuel Eduardo Castro               | 2:27     |  |
| 14. | «La Misma (1972)»                              | Isidro Coronel                      | 3:18     |  |
| 15. | «El Rey (1973)»                                | José Alfredo Jiménez                | 2:26     |  |
| 16. | «A Mi Manera (1983)»                           | Paul Anka · J. Revaux · C. Franc    | 5:50     |  |
| 17. | «Volver, Volver (1972)»                        | Fernando Z. Maldonado               | 3:00     |  |
| 18. | «México Lindo y Querido (1984)»                | Chucho Monge                        | 3:23     |  |

- Datos: Q56377442